# Paul Goubé
Pour les articles homonymes, voir Goubé.
Paul Goubé est un danseur, chorégraphe, maître de ballet et pédagogue français né à Paris le 19 octobre 1912 et mort dans cette même ville le 31 mars 1979.

## Biographie
Élève du Ballet de l'Opéra de Paris, il est engagé dans la troupe et devient premier danseur en 1933. Très expressif, il est l'interprète de Serge Lifar dans plusieurs ballets, rejoint le Nouveau Ballet de Monte-Carlo en 1942, puis le ballet de l'Opéra-Comique.
Il chorégraphie quelques œuvres pour le Grand Ballet du Marquis de Cuevas et fonde, à Nice en 1955, les Ballets de la Méditerranée. En 1959, il sera l'éphémère maître de ballet du Théâtre de la Monnaie à Bruxelles, écarté de l'institution à la suite de l'arrivée de Maurice Béjart.
En 1969, il fonde à Paris son école de danse, établie Salle Pleyel, avec sa femme Yvonne Alexander. L'école est reprise en 1995 par leur fille Jennifer, sous le nom de Goubé European Dance Center.
Il était le frère de la danseuse Edmonde Guy, étoile du music hall et de la modiste Maria Guy.

## Principales œuvres
- 1952 : Le Lien
- 1953 : Ad Alta
- 1954 : Duo
- 1959 : Ad Alta (reprise au Théâtre de la Monnaie)